# 49699 Hidetakasato
A 49699 Hidetakasato (ideiglenes jelöléssel 1999 VZ) a Naprendszer kisbolygóövében található aszteroida. Hiroshi Abe fedezte fel 1999. november 3-án.
A bolygót Hidetaka Sato (1978–) japán amatőrcsillagászról nevezték el.

## Kapcsolódó szócikk
- Kisbolygók listája (49501-50000)